# Бубенчик якутский
Бубенчик якутский (лат. Adenophora jacutica) — вид травянистых растений рода Бубенчик (Adenophora) семейства Колокольчиковые (Campanulaceae).

## Ботаническое описание
Многолетнее травянистое растение высотой 40-70 см. Листья очередные, сидячие, с зубцами длиной до 2 см.
Соцветие  — верхушечная кисть. Цветки синие либо лилово-синие.
Цветёт в июле - августе; плодоносит в августе - сентябре.
Обитает в разреженных хвойных и смешанных лесах по склонам гор и склонам, прилегающим к речным долинам.

## Ареал
Эндемик Якутии. Известно всего лишь несколько местонахождений вида в Юго-Восточной Якутии и одно местонахождение за пределами Якутии — в Зейском районе Амурской области.

## Охранный статус
Редкий вид. Занесён в Красные книги России, Амурской области, Якутии. Вымирает в результате хозяйственного осваивания территорий в местах своего произрастания.